# 監督制
監督制（かんとくせい、英：episcopal polity, episcopacy）はキリスト教の教会政治の分類の1つであり、厳格な位階（序列）に基づく監督（ビショップ、Bishop）によって教区ごとの教会運営を行う制度のこと。監督制をとる教派はヒエラルキー構造を持ち、上位者に権威を認める。基本的には教役者を監督・司祭・助祭（執事）の3階層とする叙任制度を持ち、これら位階の任命権は監督のみが持つ。さらに管轄する教区の大きさに応じて監督の中から大監督（アークビショップ、Archbishop）などの上位職を設ける。
日本語では「監督」（Bishop）の訳語が教派によって変わるが、キリスト教の代表的な教派における主教や司教と同じ意味である。このため、主教制（しゅきょうせい）や司教制（しきょうせい）とも呼ぶ。
歴史的にカトリックや正教会の形式であり、16世紀の宗教改革においてはルター派や聖公会が踏襲した。聖公会より生じたメソジストやその系列も監督制をとる。ただし、カトリックや正教会は聖職者を叙任する叙階（叙聖）をサクラメント（秘跡・機密）として認めるので、狭義の「監督制」に含めないことがある。

## 歴史
万人祭司の教理を保持するプロテスタントからは、キプリアヌスが監督制の主張を最初に展開したとされることがあるが、正教会・カトリック教会はそのような見解を採らない。
キプリアヌスが教会政治に変革を行ったとされる主張に対しては、当時激しい迫害下（3世紀前半）にあって、致命（殉教）したキプリアヌスも同調者達も不当な権力を求めるようなタイプの人間では無かったこと（そもそも迫害下で不当な権力を求めることも不可能）、および、当時起こっていた異端とされるグループは主流派教会内で教えに背くようなことがもし行われれば格好の攻撃対象としていたはずであるが、そうした形跡はみられないことを指摘して、聖職者制度の起源をキプリアヌスの主張に帰す見解を正教会は否定する。